# یانیس ریتسوس
یانیس ریتسوس (به یونانی: Γιάννης Ρίτσος) (زاده ۱ مه ۱۹۰۹ – درگذشته ۱۱ نوامبر ۱۹۹۰ در آتن) شاعر یونانی، فعال چپ‌گرا و از اعضای فعال گروه مقاومت یونانی در طول جنگ جهانی دوم بود.

## زندگی شخصی
ریتسوس در خانواده ای مرفه در شهر مونمواسیا واقع در یونان متولد شد، او در کودکی درد و رنج بسیاری کشید مادر و برادرش را بر اثر بیماری سل از دست داد و از طرفی پدرش درگیر بیماری روانی بود این موضوع اقتصاد خانواده را تحت تاثیر قرار داد بنابراین گذشته او تاثیر زیادی بر اشعارش گذاشت، از سال ۱۹۲۷ تا ۱۹۲۷ یانیس به دلیل بیماری سل خود را در بیمارستان بستری کرد.

## ترجمه آثار به فارسی
- «زمان سنگی» ترجمه: فریدون فریاد
- «همه چیز راز است!» ترجمه: احمد پوری
- «دهلیز و پلکان» ترجمه: محمدعلی سپانلو
- «یونانیت و آخرین قرن قبل از بشر» ترجمه: لیلی گلستان
- «ترانه‌های میهن تلخ» ترجمه: احمد شاملو
- «نفس عمیق» ترجمه: بابک زمانی
- «دیگ دود زده» ترجمه: اردشیر رستمی
- «تقویم تبعید» ترجمه: فریدون فریاد
- «با آهنگ باران» ترجمه: قاسم صنعوی
- «دروغ‌های قشنگ» ترجمه: علی عبداللهی
- «نام دیگر عشق» ترجمه: علی عبداللهی
- «تصاویر وارونهٔ سکوت و گور نبشته» ترجمه: علی عبداللهی
- «مونوکورد» ترجمه: محمدرضا ضیغمی
- «سونات مهتاب» ترجمه: فرامرز الهی و سینا کمال‌آبادی